# Axel Lundström (skolman)
Axel Lundström (i riksdagen kallad Lundström i Piteå), född 2 november 1815 i Åbyn, Byske församling, död 29 mars 1878 i Piteå, var en svensk skolman och riksdagsledamot.
Axel Lundström växte upp i Åbyn några mil norr om Skellefteå, där hans far var sågverksarbetare. Han genomgick läroverket i Piteå och gymnasiet i Härnösand, varefter han inskrevs vid Uppsala universitet 1835. På grund av sjuklighet blev han tvungen att avbryta studierna efter några år. Sedan han återfått hälsan flyttade han till Piteå, där han under en längre period verkade vid Piteå elementarläroverk. Åren 1862-68 var han rektor för läroverket. Under drygt tjugo år (1847–1869) var han redaktör för Norrbottens-Posten och han drev även en bokhandel i staden. Såväl tidningen som bokhandeln var vid starten Sveriges nordligaste. Han var därtill ledamot av riksdagens andra kammare 1868–1869 för Härnösands, Umeå, Luleå och Piteå valkrets. Lundström, som 1872 tilldelades Vasaorden, var gift med Katrina Brita Lange (född 18 juli 1817, död 20 januari 1906). En av deras söner var botanisten och växtbiologen Axel N. Lundström.